# Najla Kassab
Nadschlā Qassāb (arabisch نجلاء قصّاب, DMG Naǧlāʾ Qaṣṣāb; * 1964 in Libanon als نجلاء أبو صوان, DMG Naǧlāʾ Abū Ṣawān), meist englisch Najla Kassab bzw. Abousawan transkribiert, ist eine libanesische Pastorin der Nationalen Evangelischen Kirche in Syrien und Libanon und seit Juli 2017 Präsidentin der Weltgemeinschaft Reformierter Kirchen (WGRK).

## Leben
Najla Qassab studierte in Beirut an der Nahöstlichen Theologischen Schule christliche Erziehung und schloss dieses Studium 1987 als Bachelor ab. Im Anschluss studierte sie am presbyterianischen Theologischen Seminar Princeton (USA) Theologie, wo sie 1990 als Master abschloss. 1990 kehrte mit ihrem aus Aleppo (Syrien) stammenden Ehemann Joseph Kassab, der ebenfalls in Princeton studiert hatte, nach Beirut zurück. 1993 erhielt sie als erste Frau Libanons von der Nationalen Evangelischen Synode in Syrien und Libanon eine Predigterlaubnis. Da es zu diesem Zeitpunkt jedoch noch keine Frauenordination gab, durfte sie Amtshandlungen wie Taufen, Trauungen und Begräbnisse noch nicht durchführen.
1994 wurde Najla Kassab Direktorin der Abteilung für christliche Erziehung bei der Nationalen Evangelischen Synode in Syrien und Libanon und legte bei ihrer Arbeit einen Schwerpunkt auf Frauenbildung. Sie wurde 2007 Mitglied des Exekutivkomitees der Weltgemeinschaft Reformierter Kirchen (WGRK), ab 2010 in dessen Leitung und war 2015 Gastgeberin der Sitzung des Komitees in Libanon. Sie ist seitdem auch in der ökomunischen Arbeit wie beispielsweise im Weltkirchenrat (ÖRK) tätig.
Im Januar 2017 beschloss die Nationale Evangelische Synode in Syrien und Libanon, die Frauenordination zuzulassen, und am 24. März 2017 wurde Najla Kassab in Rabieh etwa 13 km nördlich von Beirut als zweite Pastorin in Libanon ordiniert, nachdem am 26. Februar 2017 bereits Rola Sleiman in Tarabulus Pastorin geworden war. Im Juli 2017 wurde sie als Vertreterin der Nationalen Evangelischen Synode in Syrien und Libanon bei der Sitzung des Generalrats des WGRK in Leipzig (Deutschland) zur Präsidentin der Weltgemeinschaft Reformierter Kirchen (WGRK) gewählt.

## Privates
Najla Qassab ist mit Joseph Kassab verheiratet, dem Generalsekretär der Nationalen Evangelischen Synode von Syrien und Libanon. Sie leben in Beirut und haben drei Kinder – zwei Töchter und einen Sohn.